# Ложина
Ложина (словен. Ložina) — поселення в общині Подлехник, Подравський регіон‎, Словенія.